# Brahmagupta-Fibonacci-identiteten
Brahmagupta-Fibonacci-identiteten, Diophantus–Fibonacci-identiteten  eller helt enkelt Fibonaccis identitet, är en sats inom algebran, enligt vilken produkten av två summor av kvadrater är en summa av två andra kvadrater. Med andra ord, mängden av alla summor av två kvadrater är sluten under multiplikation:
{\displaystyle {\begin{aligned}\left(a^{2}+b^{2}\right)\left(c^{2}+d^{2}\right)&{}=\left(ac-bd\right)^{2}+\left(ad+bc\right)^{2}&&&(1)\\&{}=\left(ac+bd\right)^{2}+\left(ad-bc\right)^{2}.&&&(2)\end{aligned}}}
Både (1) and (2) kan verifieras genom expansion av polynomen på var sida av ekvationen. Dessutom, kan (2) erhållas från (1), eller (1) från (2), genom att ändra b till −b.
Till exempel är
{\displaystyle (1^{2}+4^{2})(2^{2}+7^{2})=26^{2}+15^{2}=30^{2}+1^{2}.\,}
Identiteten är ett specialfall av Lagranges identitet.  Använd tillsammans med någon av Fermats satser, bevisar detta att produkten av en kvadrat och ett primtal av formen 4n + 1 är en summa av två kvadrater.
Brahmagupta bevisade och använde en mer generell identitet (Brahmaguptas identitet), ekvivalent med
{\displaystyle {\begin{aligned}\left(a^{2}+nb^{2}\right)\left(c^{2}+nd^{2}\right)&{}=\left(ac-nbd\right)^{2}+n\left(ad+bc\right)^{2}&&&(3)\\&{}=\left(ac+nbd\right)^{2}+n\left(ad-bc\right)^{2},&&&(4)\end{aligned}}}
vilken visar att för varje fixt n, är mängden av alla tal av formen x2 + n y2 sluten under multiplikation.
Identiten gäller för ringar av heltal, ringar av rationalla tal och mera generellt, alla kommutativa ringar (notera att n kan vara ett element av en ring eller ett ordinärt heltal, om multiplikation med heltal är definierad genom upprepad addition av ett ringelement).

## Relation till komplexa tal
Om a, b, c, and d are reella tal, är identiteten ekvivalent med multiplikationsegenskapen för absolutvärden av komplexa tal, nämligen
{\displaystyle |a+bi||c+di|=|(a+bi)(c+di)|}
därför att
{\displaystyle |a+bi||c+di|=|(ac-bd)+i(ad+bc)|\quad } (1)
Genom att kvadrera båda sidor av (1):
{\displaystyle |a+bi|^{2}|c+di|^{2}=|(ac-bd)+i(ad+bc)|^{2},}
och genom definitionen av absolutvärde, gäller
{\displaystyle (a^{2}+b^{2})(c^{2}+d^{2})=(ac-bd)^{2}+(ad+bc)^{2}.}